# Iénino
Iénino (en rus: Енино) és un poble (un possiólok) de l'óblast de Vorónej, a Rússia, segons el cens del 2010 tenia 7 habitants.